# Leshnjë
Leshnjë is een plaats en voormalige gemeente in de stad (bashkia) Skrapar in de prefectuur Berat in Albanië. Sinds de gemeentelijke herindeling van 2015 doet Leshnjë dienst als deelgemeente en is het een bestuurseenheid zonder verdere bestuurlijke bevoegdheden. De plaats telde bij de census van 2011 496 inwoners.

## Bevolking
In de volkstelling van 2011 telde de (voormalige) gemeente Leshnjë 496 inwoners, een daling vergeleken met 915 inwoners op 1 april 2001. De bevolking bestond bijna compleet uit etnische Albanezen (484 personen; 97,58%).
Van de 496 inwoners in 2011 waren er 96 tussen de 0 en 14 jaar oud (19,4%), 320 inwoners waren tussen de 15 en 64 jaar oud (64,5%) en 80 inwoners waren 65 jaar of ouder (16,1%).

### Religie
De grootste religie in Leshnjë was het bektashisme: 87,92% van de bevolking was bektashi, ofwel 436 personen. Leshnjë is de plaats met het hoogste aandeel bektashi's in de totale bevolking van Albanië.
| Plaats  | Bevolking (2011) | Islam (%) | Katholiek (%) | Orthodox (%) | Bektashisme (%) |
| ------- | ---------------- | --------- | ------------- | ------------ | --------------- |
| Leshnjë | 496              | 5 (1,01%) | 1 (0,19%)     | -            | 436 (87,92%)    |